# Pinsà rosat de Blyth
El pinsà rosat de Blyth (Carpodacus grandis) és una espècie d'ocell de la família dels fringíl·lids (Fringillidae).
Habita matolls de muntanya des del Pamir, al nord de l'Afganistan, cap a l'est, pel nord del Pakistan, nord-oest de l'Índia i Caixmir. En hivern baixa fins a menors elevacions.

## Taxonomia
Considerat per alguns autors una subespècie del pinsà rosat dorsivermell (Carpodacus rhodochlamys).